# Guennadi Goussarov
Pour les articles homonymes, voir Goussarov.
Guennadi Aleksandrovitch Goussarov (en russe : Геннадий Александрович Гусаров) (né le 11 mars 1937 à Moscou, et mort le 2 juin 2014) est un joueur et entraîneur de football soviétique (russe).

## Biographie
Il a étudié entre autres à l'Académie d'État pédagogique de l'Altaï.

## Statistiques
| Saison                | Club                  | Championnat           | Championnat | Championnat | Coupe(s) nationale(s) | Coupe(s) nationale(s) | Total | Total |
| Saison                | Club                  | Division              | M.          | B.          | M.                    | B.                    | M.    | B.    |
| 1957                  | Torpedo Moscou        | D1                    | 10          | 2           | -                     | -                     | 10    | 2     |
| 1958                  | Torpedo Moscou        | D1                    | 21          | 13          | 4                     | 4                     | 25    | 17    |
| 1959                  | Torpedo Moscou        | D1                    | 13          | 4           | 1                     | 0                     | 14    | 4     |
| 1960                  | Torpedo Moscou        | D1                    | 27          | 12          | 3                     | 3                     | 30    | 15    |
| 1961                  | Torpedo Moscou        | D1                    | 29          | 22          | 6                     | 6                     | 35    | 28    |
| 1962                  | Torpedo Moscou        | D1                    | 23          | 15          | 2                     | 1                     | 25    | 16    |
| Sous-total            | Sous-total            | Sous-total            | 123         | 68          | 16                    | 14                    | 139   | 82    |
| 1963                  | Dynamo Moscou         | D1                    | 18          | 8           | -                     | -                     | 18    | 8     |
| 1964                  | Dynamo Moscou         | D1                    | 12          | 1           | -                     | -                     | 12    | 1     |
| 1965                  | Dynamo Moscou         | D1                    | 29          | 6           | 2                     | 1                     | 31    | 7     |
| 1966                  | Dynamo Moscou         | D1                    | 15          | 1           | -                     | -                     | 15    | 1     |
| 1967                  | Dynamo Moscou         | D1                    | 32          | 7           | 12                    | 3                     | 44    | 10    |
| 1968                  | Dynamo Moscou         | D1                    | 19          | 2           | 6                     | 0                     | 25    | 2     |
| Sous-total            | Sous-total            | Sous-total            | 125         | 25          | 20                    | 4                     | 145   | 29    |
| 1969                  | Dinamo Barnaoul       | D2                    | 21          | 4           | -                     | -                     | 21    | 4     |
| 1970                  | Dinamo Barnaoul       | D3                    | 36          | 8           | -                     | -                     | 36    | 8     |
| 1971                  | Dinamo Barnaoul       | D3                    | 18          | 3           | -                     | -                     | 18    | 3     |
| Sous-total            | Sous-total            | Sous-total            | 75          | 15          | -                     | -                     | 75    | 15    |
| Total sur la carrière | Total sur la carrière | Total sur la carrière | 323         | 108         | 36                    | 18                    | 359   | 126   |

## Palmarès
Torpedo Moscou
- Champion d'Union soviétique : 1960.
- Vice-champion d'Union soviétique : 1961.
- Meilleur buteur du championnat d'Union soviétique : 1960 et 1961.
- Vainqueur de la Coupe d'Union soviétique : 1960.
- Finaliste de la Coupe d'Union soviétique : 1961.

 Dynamo Moscou
- Champion d'Union soviétique : 1963.
- Vice-champion d'Union soviétique : 1967.
- Vainqueur de la Coupe d'Union soviétique : 1967.

 Union soviétique
- Finaliste de l'Euro 1964.